# Šimon
Šimon o Simon (nórdico antiguo: Sigmundr) fue un vikingo varego cuya figura histórica quedó escrita en el Paterikon de Kiev relacionada con la creación del Monasterio de las Cuevas de Kiev, donde se le menciona como el más importante donante de la obra. 

## Vida
Šimon era hijo de Afrikan (nórdico antiguo: Alfrekr), un rey de los varegos, hijo del jarl de Lade Eirik Hákonarson. Afrikan era hermano de Yakun (nórdico antiguo: Hákon) quien tomó parte en la batalla de Listven. A la muerte de Afrikan,  Yakun expulsó a Šimon y a su hermano Friand (nórdico antiguo: Friandi).
Šimon viviría en el Rus de Kiev el resto de su vida, primero sirviendo a Yaroslav I el Sabio y luego su hijo Vsévolod I de Kiev. En 1068, se unió a los tres hijos de Yaroslav en la batalla del río Alta contra los polovtsianos.
Antes de la batalla, el santo Antonio Pieczerski, predijo que el resultado sería nefasto pero que Šimon se salvaría por un milagro. Šimon sobrevivió a la batalla, pero gravemente herido. Antonio cuidó de Šimon y curó sus heridas. Como agradecimiento, Šimon donó un cinturón y una corona de oro que su padre usó para adornar un crucifijo. La donación estaba valorada en 50 grivnas de oro. El guerrero varego sería, muy probablemente, el primero enterrado en el monasterio y el primero que recibiría por escrito la remisión de los pecados para él y sus descendientes. 
Su hijo también mostró afecto por el monasterio enviando oro y plata desde Súzdal para decorar el sepulcro de Teodosio de Kiev. A la muerte de Gregorio, dejó por escrito a su familia que siempre ayudasen económicamente al monasterio. Los bisnietos de Šimon fueron enterrados en la Iglesia de Dmitri en Súzdal, construida por el obispo Jefrem que había sido ordenado en el monasterio.

## Registro y testimonio histórico
Basándose en la identificación de Vilhelm Thomsen y comparando los nombres Alfrekr y Alrikr, el historiador Stender-Petersen relacionó Afrikan con el mismo Alrekr que aparece en la piedra rúnica Sö 101 y Sö 106 en Suecia. Omeljan Pritsak, sin embargo, se opone a esa identificación ya que considera que Yakun es Håkon Eiriksson (m. 1029), mientras que Alrekr no había nacido todavía.
Fyodor Braun sugiere que el modo Afrikan se basa en una pronunciación arcaica del diálecto del nórdico antiguo en Södermanland. La forma sería un caso oblicuo de *afreki o (hijo de) *afriką, *afrikan. El modo Friand no sería nombre de una persona, ya que no aparece en ningún registro de apelatrivos nórdicos, por lo que Braun sugiere que sería la forma apelativa de frjá ("amar"), frjándi, que tendría un vínculo familiar como "sobrino" en algunas fuentes. De la misma forma, no considera que Šimon derive de Sigmundr porque ši refleja al pronunciación de Södermanland, y en consecuencia Šimon se refiere a un varego que tomó el nombre cristiano Simon. 
Pritsak por su lado, sugiere que el jarl Hákon Eiríksson tuvo un hermano llamado *Afreki que no aparece en las fuentes en nórdico antiguo. A su muerte, Hákon desterró a su sobrino debido a las relaciones de su padre con Olaf II de Noruega, aunque si hubiera sido así Simon hubiera tenido unos 12 años de edad.
Las dinastías de los Vorontsov y de los Aksákov, fueron unas de las familias nobles de Rusia que proclamaban ser descendientes directos por herencia del caudillo varego Šimon.